# Lucoppia ornata
Lucoppia ornata är en kvalsterart som beskrevs av Berlese 1916. Lucoppia ornata ingår i släktet Lucoppia och familjen Oribatulidae. Inga underarter finns listade i Catalogue of Life.